# Vítkovice (loď)
Vítkovice byla největší československá obchodní loď. Dovážela zejména rudu a plavila se po celém světě pod československou vlajkou v letech 1966 až 1987. Její posádku tvořilo 34 mužů.

## Stavba a parametry lodě
Vítkovice postavila loděnice v britském Glasgow. Byla dlouhá 209,8 metru, hrubá prostornost 24 326 BRT, nosnost 41 207 DWT, ponor až 11,6 metru. Byla poháněná jedním vznětovým motorem švýcarské značky Sulzer se spotřebou 60 tun nafty denně a výkonem 12 940 kW. Dokázala vyvinout cestovní rychlost 15,8 uzlu. Prostředky na stavbu lodi byly získány protihodnotou za důl na železnou rudu v Etiopii, který byl prodán Spojenému království.
Za dobu své 20leté existence loď podnikla 144 cest a přepravila přes 5 mil. tun nákladu.

## Historie

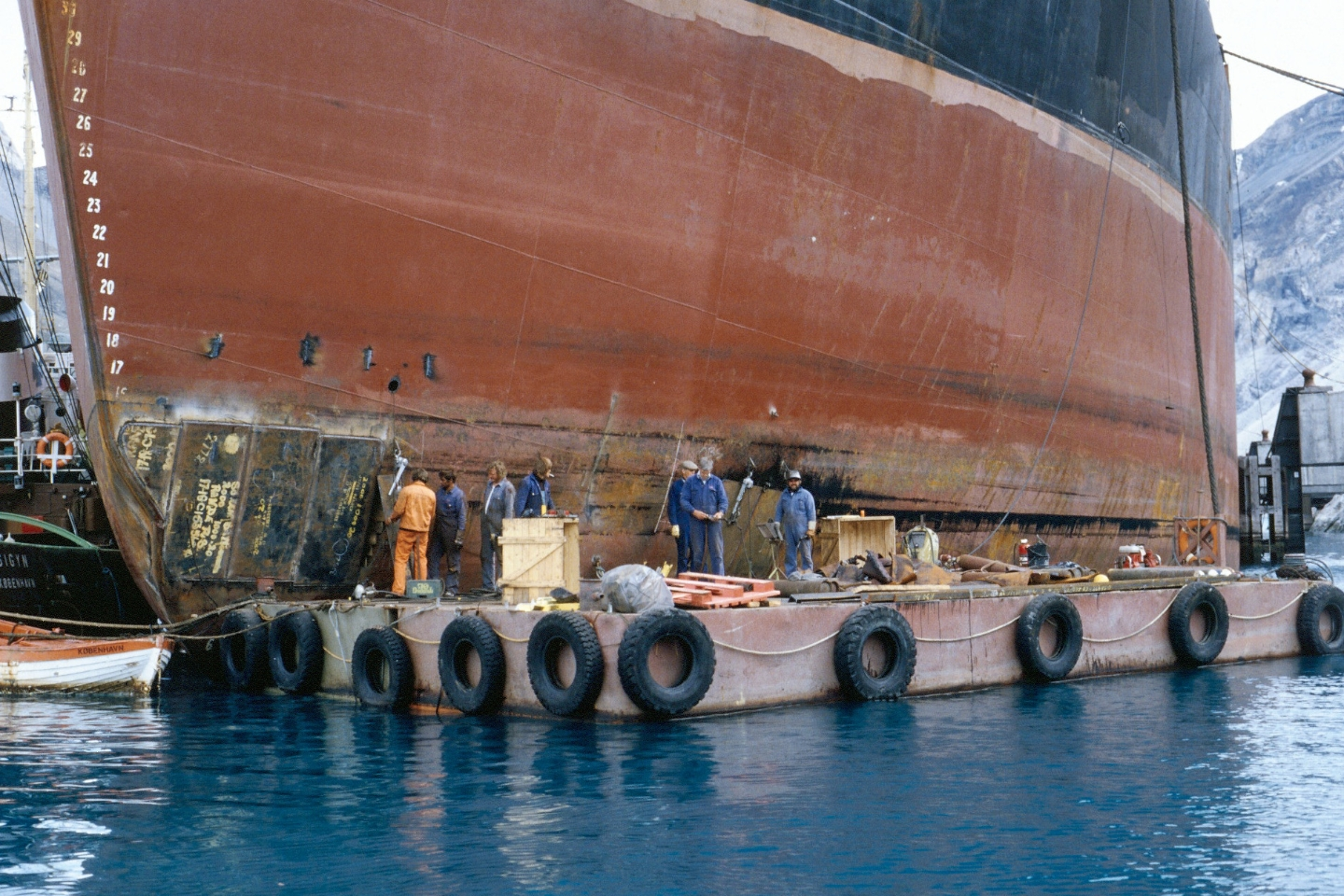
Provizorní oprava lodi po srážce s ledovou krou, Grónsko 1980

Loď byla postavena se záměrem dovážet potřebné suroviny pro hutě v Československu. Později vozila i jiný náklad, např. obilí, fosfáty, kovový šrot pro japonské hutě či 500 tun těžkou platformu k přečerpávání nafty do obřích tankerů na otevřeném moři. V letech 1976 až 1981 podnikla řadu plaveb do Grónska, absolvovala řadu plaveb do Jižní Ameriky, SSSR.
V červenci 1980, během plavby z anglického přístavu Tilbury do Grónska, loď v Baffinově moři narazila čelně do plovoucí ledové kry. Kolize vytvořila v levé přední části trupu otvor o velikosti 4×5 m. V grónském přístavu bylo poškození provizorně opraveno.
V březnu 1987 byla loď předána k sešrotování na Tchaj-wanu, kde byla cena šrotu výhodnější, než v Evropě.